# Tái sử dụng
Chai có thể được tái sử dụng và đây là một cách làm cực kì tích cực. Chai được thu gom lại thông qua xe chở rác hoặc được gửi lại hệ thống ký gửi chai. Bottlerecycle.org đã tiết lộ rằng chỉ 14% tổng số bao bì nhựa được tái chế trên toàn cầu. Số lượng chai nhựa được dự đoán sẽ tăng khoảng 5% một năm.Hiện chỉ có hơn một nửa số chai nhựa được tái chế trên toàn cầu. Khoảng 1 triệu chai nhựa được mua trên khắp thế giới mỗi phút và chỉ khoảng 50% được tái chế.

## Chai thủy tinh
Có rất nhiều lợi ích khi tái chế chai thủy tinh, không chỉ đối với việc sản xuất chai mới mà còn cho việc sản xuất các vật liệu khác có thể được sử dụng trong các hoàn cảnh  khác nhau.Chai thủy tinh sạch có thể tái chế 100%, có thể thay thế tới 95% nguyên liệu thô và có thể được tái chế ad-infinitum mà không làm giảm độ tinh khiết hoặc chất lượng bên trong. Thủy tinh tái chế cũng có nhiều cách sử dụng khác nhau ngoài việc sản xuất chai lọ mới. Việc sử dụng này ít có lợi nhất là khi thủy tinh được nghiền nhỏ ra và trộn với thực phẩm để tạo ra hỗn hợp bẩn. Hỗn hợp này có ít công dụng, ngoài việc được sử dụng thay thế cho việc che phủ hàng ngày của bãi chôn lấp truyền thống.Ngoài ra, các mảnh thủy tinh nhỏ hơn và không thể dùng được, có thể nghiền ra thành bột mịn và được sử dụng như một chất thay thế cát cao cấp để sản xuất bê tông.
Thủy tinh có thể tái sử dụng thường được phân loại theo màu sắc vì thủy tinh có màu sắc khác nhau có nhiều công dụng và giá trị khác nhau. Tại Hoa Kỳ, thủy tinh xanh thu hồi chủ yếu được vận chuyển đến châu Âu để sản xuất chai rượu, thủy tinh nâu được bán trong nước cho các nhà đóng chai bia, và thủy tinh trong suốt, loại thủy tinh có giá trị nhất trong số ba loại thủy tinh này có thể được sử dụng để thay thế tới 30% nguyên liệu thô trong sản xuất kính mới.Trong những năm gần đây, trách nhiệm của nhà sản xuất được mở rộng đã đi đầu trong cuộc tranh luận liên quan đến việc tái chế chai thủy tinh do thủy tinh rất dễ làm sạch và tái sử dụng, và cái nôi bẩm sinh của nó đối với các đặc tính thiết kế nên các nhà sản xuất sẽ không thể theo kịp nhu cầu về hộp đựng thủy tinh mới.
Tái chế một chai thủy tinh có thể tiết kiệm đủ năng lượng để cung cấp năng lượng cho một máy tính trong 25 phút.  Trên thực tế, cứ 10% cullet https://www.researchgate.net/figure/Data-of-variables-for-cost-of-producing-glass-with-10-cullet_tbl1_344493972được thêm vào quá trình sản xuất một chai mới, thì mức sử dụng năng lượng sẽ giảm 3-4%.Tái chế một tấn thủy tinh có thể tiết kiệm khoảng 42 kwh năng lượng, tương đương với 7,5 pound chất ô nhiễm không khí không bị thải vào khí quyển.
Trong khi những lợi ích của việc tái chế thủy tinh là rất nhiều,nhưng nhiều người lại cho rằng việc tái chế thủy tinh cũng mang lại nhiều mặt tiêu cực. Các cơ sở tái chế thủy tinh đòi hỏi ít lao động hơn, vì vậy có ý kiến cho rằng bằng cách tăng sản xuất chai thủy tinh từ các nguồn tái chế, những người làm công việc sản xuất chai thủy tinh mới đang dần bị loại bỏ, trong khi đây vốn là một quá trình cần sử dụng nhiều lao động hơn.  Trong khi việc tái chế chai lọ làm giảm tiêu thụ năng lượng cho chính quá trình này, tuy nhiên, nó có khả năng tăng lượng khí thải do nhu cầu vận chuyển vật liệu tăng lên. Tuy nhiên, lập luận này không tính đến năng lượng của việc sản xuất thủy tinh nguyên chất ngay từ đầu. Do thủy tinh cũng không phản ứng, có nghĩa là nó sẽ không bị phân hủy thành các chất nguy hiểm hơn, nó sẽ có tác động tối thiểu đến môi trường ngoài việc gây đau mắt nhẹ

## Chai nhựa
Chai nhựa chủ yếu được tái chế làm nguyên liệu thô. Ở nhiều quốc gia, nhựa được đánh mã bằng nhận dạng hạt nhựa số "1" bên trong ký hiệu tái chế phổ biến, thường nằm ở đáy của thùng chứa.

## Chai HDPE
HDPE thường được sử dụng trong chai, đặc biệt là chai (hoặc bình) sữa. Mã tái chế 2 được áp dụng. Ở Mỹ, chỉ có khoảng 30-35% chai HDPE được tái chế.

## Luật pháp
Luật ký gửi container là luật được thông qua bởi chính quyền thành phố, tiểu bang, tỉnh hoặc quốc gia. Họ yêu cầu một khoản đặt cọc đối với các chai phải được thu thập khi bán và hoàn lại tiền khi trả lại.
Vào tháng 5 năm 2018, Bộ Israel phạt 12 triệu EUR đối với các nhà sản xuất và nhập khẩu chai lọ không đạt mục tiêu thu gom

## So sánh môi trường
Nhiều yếu tố tiềm ẩn liên quan đến việc so sánh môi trường của các hệ thống có thể trả lại và không thể trả lại. Các nhà nghiên cứu thường sử dụng các phương pháp phân tích vòng đời để cân bằng giữa nhiều cân nhắc đa dạng. Thông thường, các so sánh cho thấy lợi ích và vấn đề với tất cả các lựa chọn thay thế. Nó giúp cung cấp một cái nhìn khách quan về một chủ đề phức tạp.

Việc tái sử dụng chai đòi hỏi phải có hệ thống hậu cần, làm sạch và khử trùng chai và Hệ thống quản lý chất lượng hiệu quả. Một yếu tố quan trọng đối với bình sữa thủy tinh là thời gian sử dụng dự kiến. Vỡ, nhiễm bẩn hoặc mất mát khác làm giảm lợi ích của hàng có thể trả lại. Một yếu tố quan trọng đối với rác tái chế một chiều là tỷ lệ tái chế: Ở Mỹ, chỉ khoảng 30-35% chai HDPE được tái chế.